# Cristina Bella
Cristina Bella (ur. 29 listopada 1981 w Kecskemét) – węgierska aktorka filmów pornograficznych.

## Życiorys

### Wczesne lata
Urodziła się w Kecskemét w zamożnej rodzinie jako Krisztina Szegedi. Od najmłodszych lat jej życie było związane ze sportem, a przede wszystkim z gimnastyką artystyczną. Pracowała jako fryzjerka.

### Kariera w branży porno
W wieku 18 lat jako fotomodelka zaczęła pozować do zdjęć w magazynach porno pod pseudonimem Alexa. Następnie przyjęła propozycję pracy u Juani de Lucíi w klubie porno „na żywo” Sala de Fiestas Bagdad w Barcelonie, gdzie zaczynali: Nacho Vidal, Nick Moreno, Ramón Nomar, Toni Ribas, Sonia Baby, Sophie Evans, Marco Banderas, Juan Lucho, Holly One, Rocco Siffredi, Belladonna i Cicciolina. Pierwszym doświadczeniem związanym z kręceniem filmów porno była realizacja Johna Leslie w stylu gonzo Voyeur 18: Private Casting 2 (2000) z Alexem Forte i Frankiem Gunem.
Swoją karierę rozpoczęła w Private Studios od castingu z reżyserem Pierre’em Woodmanem w Private Castings X 24: Alexa Discovery Anal Pleasures (2000).
Mario Salieri zaangażował ją do roli wróżki w parodii porno powieści Pinokio Carla Collodiego - Penocchio (2002) z Francesco Malcomem i Horstem Baronem. W 2003 na Festival Internacional de Cine Erótico de Barcelona odebrała nagrodę Ninfa jako najlepsza gwiazdka. Wkrótce została wybrana dziewczyną roku 2003 magazynu „Pirate”.
W 2004 wzięła udział w IX Międzynarodowym Festiwalu Erotyki w Budapeszcie i otrzymała Venus Award dla najlepszej nowej węgierskiej gwiazdki.
W 2005 Private Media Group opublikowało Życie prywatne Christiny Belli (Private Life of Cristina Bella), w całości poświęcone aktorce. Współpracowała ze studiami takimi jak Vivid, Video Marc Dorcel, Viv Thomas, Wicked Pictures, Sin City, New Sensations, 21 Sextury i Evil Angel. Wzięła też udział w produkcjach Top Wet Girls (2008) Christopha Clarka i Roccos World Feet Obsession (2012) Rocco Siffrediego.

### Działalność poza przemysłem porno
Wystąpiła w melodramacie Conrada Sona Laura está sola (2003) jako Silvia z Dorą Venter, dramacie Dziwka (The Life: What's Your Pleasure?, 2004) wg powieści Isabel Pisano z udziałem Daryl Hannah, Denise Richards i Joaquima de Almeidy oraz filmie telewizyjnym M6 Métropole Télévision Ekscytująca przygoda (Excitante expérience, 2005) z Conradem Sonem.

## Nagrody i nominacje
| Rok  | Nagroda             | Kategoria                                                         | Film                     | Inni wykonawcy                                                         | Rezultat  |
| ---- | ------------------- | ----------------------------------------------------------------- | ------------------------ | ---------------------------------------------------------------------- | --------- |
| 2003 | Ninfa               | Najlepsza gwiazdka                                                | The Fetish Garden (2003) | –                                                                      | Wygrana   |
| 2004 | Magyar Pornó Oszkár | Najbardziej erotyczna gwiazda porno (Legjobb erotikus pornósztár) | –                        | –                                                                      | Wygrana   |
| 2004 | Ninfa               | Najlepsza aktorka                                                 | Penocchio (2002)         | –                                                                      | Nominacja |
| 2004 | Venus Award         | Najlepsza europejska debiutantka                                  | –                        | –                                                                      | Wygrana   |
| 2004 | Venus Award         | Najlepsza aktorka na Węgrzech (studia Luxx Video)                 | –                        | –                                                                      | Nominacja |
| 2005 | AVN Award           | Wykonawczyni zagraniczna roku                                     | –                        | –                                                                      | Nominacja |
| 2007 | AVN Award           | Wykonawczyni zagraniczna roku                                     | –                        | –                                                                      | Nominacja |
| 2007 | AVN Award           | Najlepsza scena seksu grupowego                                   | Emperor (2006)           | Victoria Swinger, Antonio Ross, Dominic Ross, Frank Gun i Lauro Giotto | Nominacja |
| 2009 | AVN Award           | Najlepsza scena seksu grupowego samych dziewczyn                  | Top Wet Girls (2008)     | Cindy Hope, Jasmin, Judy Nero i Loona Luxx                             | Nominacja |